# 제임스 윌킨슨
제임스 윌킨슨(James Wilkinson, 1757년 3월 24일 – 1825년 12월 28일)은 미국의 군인이자, 정치인으로, 여러 건의 스캔들과 논쟁에 연루된 인물이다.
그는 미국독립전쟁 동안 대륙군에서 복무를 했지만, 두 번이나 사임을 할 수 밖에 없었다. 그는 대륙군 총사령관을 두 번 역임했고, 1805년 루이지애나 준주의 최초의 주지사로 지명받았으며, 1812년 전쟁에서 세인트로렌스강 전구에서 두 번에 걸쳐 실패한 작전을 지휘했다. 그의 사후, 스페인 왕실의 급여를 받는 스파이임이 밝혀졌다.

## 생애
제임스 윌킨슨은 메릴랜드주 베네딕트에서 북동쪽으로 약 5km 떨어진 헌팅 크릭의 남쪽 농장에서 태어났다. 그의 할아버지는 캘버트 카운티에서 스토클리 장원을 살 수 있을만큼 상당히 부유했다. 가족들은 그들의 재산이 더 적지만, 그들은 상위 계층이 될 수 있을거라고 느꼈다. 제임스는 “존경의 이미지가 배신의 현실의 변명한다”라는 생각을 가지고 자랐다. 제산을 물려받은 그의 부친 조지프 윌킨스였지만, 당시엔 집이 빚을 지고 있었다. 1764년, 스토클리 장원은 파산을 하면서 매각되었다. 아버지의 사후 그의 형 조지프가 재산을 물려받았고, 둘째 아들이었던 제임스에겐 아무것도 남기지 않았다. 그러나 부친은 아들에게 "아들아, 네가 모욕을 참는다면, 난 네 상속권을 빼앗을 거다"라는 최후의 말을 남겼다. 앤드로 링클레터는 이러한 훈육 방식이 제임스를 그의 행위에 대한 모욕을 공격적인 반응으로 이끌었다고 주장한다.:7–14
제임스 윌킨슨은 초기 교육을 할머니가 모은 돈으로 개인 과외를 통해 받았다. 필라델피아에 있는 펜실베이니아 대학교에서 받은 그의 약학 공부는 미국독립전쟁으로 중단되었다.
윌킨슨은 1778년 11월 12일 필라델피아에 있는 비들 가문의 앤 비들과 결혼을 했다. 활동적이던 비들과 결혼한 윌킨슨은 정치인과 장군이 되는데 도움이 되었다.:34
:117 그들 사이에 네 아들:35–36을 두었다. 존(1780–1796), 제임스 비들(1783년경 – 1813년 9월 17일), 조지프 비들(1789–1865),, 그리고 월터(1791년생)이다. 제임스와 월터는 미합중국 군에서 대위로 복무했다.
앤이 1807년 2월 23일 죽은 이후에:36, 그는 1812년 뉴올리언스 시장으로 당선된 찰스 라보 트루도의 딸인 셀레시틴 라보 트루도와 1810년 3월 5일 재혼했다. 그들 사이엔 세 자녀를 가졌다. 1816년 1월 태어난 쌍둥이 딸 스테파니와 시오파니와 1819년에 태어난 아들 시어도어였다. 그가 가장 좋아했던 시오파니는 1822년에 사망을 한다.
윌킨슨 장군은 1825년 12월 28일 향년 68세로 사망했다. 그는 멕시코의 멕시코 시티에 매장되었다.

## 미국 독립 전쟁
윌킨슨은 처음엔 윌리엄 톰슨의 펜실베이니아 소총 중대에서 1775년~1776년까지 복무를 했으며, 1775년 대위로 승진했다. 그는 보스턴 포위전 동안에는 나대니얼 그린의 보좌관으로 복무를 했다.